# Santa Fe (Argentina)
 For alternative betydninger, se Santa Fe. (Se også artikler, som begynder med Santa Fe)
Santa Fe er hovedstaden i provinsen Santa Fe i det nordøstlige Argentina. Byen har ca. 405.683 (2016) indbyggere og blev grundlagt den 15. november 1573 .

## Klima
| Vejr for Santa Fé                                                                                           | Vejr for Santa Fé | Vejr for Santa Fé | Vejr for Santa Fé | Vejr for Santa Fé | Vejr for Santa Fé | Vejr for Santa Fé | Vejr for Santa Fé | Vejr for Santa Fé | Vejr for Santa Fé | Vejr for Santa Fé | Vejr for Santa Fé | Vejr for Santa Fé | Vejr for Santa Fé |
| | Jan               | Feb               | Mar               | Apr               | Maj               | Jun               | Jul               | Aug               | Sep               | Okt               | Nov               | Dec               | År                |
| --- | ----------------- | ----------------- | ----------------- | ----------------- | ----------------- | ----------------- | ----------------- | ----------------- | ----------------- | ----------------- | ----------------- | ----------------- | ----------------- |
| Gennemsnitlig maks °C                                                                                       | 32,7              | 30,7              | 28,4              | 24,4              | 21,3              | 17,3              | 17,1              | 19,5              | 21,3              | 25,5              | 28,1              | 30,8              | 24,8              |
| Gennemsnitlig min °C                                                                                        | 20,7              | 20                | 18,3              | 14,8              | 11,4              | 7,7               | 7,6               | 9,4               | 10,5              | 14,3              | 17,2              | 19,2              | 14,3              |
| Gennemsnitlig nedbør mm                                                                                     | 106               | 132,1             | 138,6             | 96,1              | 61,6              | 24,3              | 29,8              | 29,6              | 59,9              | 100,8             | 107               | 104,6             | 990,4             |
| Kilde: Servicio Meteorológico Nacional (Argentine Meteorological Service) (NB: Data fra perioden 1981-1990) |                   |                   |                   |                   |                   |                   |                   |                   |                   |                   |                   |                   |                   |

Ved sommersolhverv var dagen i 2010 på 14:13 timer, mens den ved vintersolhverv var 10:05 timer.